# Худабандино
Худабандино (баш. Хозәйбәндә) — деревня в Зианчуринском районе Республики Башкортостан Российской Федерации. Входит в состав Суренского сельсовета.

## География

### Географическое положение
Расстояние до:
- районного центра (Исянгулово): 34 км,
- центра сельсовета (Кугарчи): 11 км,
- ближайшей ж/д станции (Саракташ): 88 км.

## Население
| 1939 | 1959 | 1970 | 1979 | 1989 | 2002 | 2009 |
| ---- | ---- | ---- | ---- | ---- | ---- | ---- |
| 336  | ↘158 | ↗189 | ↘129 | ↘94  | ↗105 | ↗117 |
| 2010 |      |      |      |      |      |      |
| ↘112 |      |      |      |      |      |      |

### Национальный состав
Согласно переписи 2002 года, преобладающая национальность — башкиры (87 %).